# جينو أورلاندو
جينو أورلاندو (بالبرتغالية: Gino Orlando‏) (3 سبتمبر 1929 بساو باولو في البرازيل - 24 أبريل 2003 بساو باولو في البرازيل) هو لاعب كرة قدم برازيلي في مركز الهجوم. شارك مع منتخب البرازيل لكرة القدم. أما مع النوادي، فقد لعب مع جمعية بورتوغيزا الرياضية ونادي بالميراس ونادي ساو باولو وEsporte Clube XV de Novembro (Jaú) ‏ وأتلتيكو يوفنتوس.

## وصلات خارجية
- جينو أورلاندو على موقع قاعدة بيانات كرة القدم.إي يو (الإنجليزية)
- جينو أورلاندو على موقع ناشيونال فوتبول تيمز (الإنجليزية)
- جينو أورلاندو على موقع عالم كرة القدم.نت (الإنجليزية)